# صفي أباد (تشناران)
صفي أباد (بالفارسية: صفی‌آباد) هي قرية تقع في قسم تشناران الريفي (مقاطعة تشناران) في إيران. يقدر عدد سكانها بـ 243 نسمة .